# Dryopetalon crenatum
Dryopetalon crenatum là một loài thực vật có hoa trong họ Cải. Loài này được (Brandegee) Rollins mô tả khoa học đầu tiên năm 1941.